# Skela (Chorwacja)
Skela – wieś w Chorwacji, w żupanii sisacko-moslawińskiej, w mieście Glina. W 2011 roku liczyła 41 mieszkańców.